# Departamento La Capital (Santa Fe)
Das Departamento La Capital liegt im Osten der Provinz Santa Fe im Zentrum Argentiniens und ist eine von 19 Verwaltungseinheiten der Provinz. 
Es grenzt im Norden an das San Justo, im Osten an das Departamento Garay und die Provinz Entre Ríos, im Süden an das Departamento San Jerónimo und im Westen an das Departamento Las Colonias. 
Die Hauptstadt des Departamento La Capital ist das gleichnamige Santa Fe.

## Städte und Gemeinden
Das Departamento La Capital ist in folgende Gemeinden aufgeteilt:
- Arroyo Aguiar
- Arroyo Leyes
- Cabal
- Campo Andino
- Candioti
- Emilia
- Laguna Paiva
- Llambi Campbell
- Monte Vera
- Nelson
- Recreo
- San José del Rincón
- Santa Fe
- Santo Tomé
- Sauce Viejo